# Luís Mena e Silva
Luís Mena e Silva   (Abrantes, 24 de gener de 1902 - Lisboa, 3 d'agost de 1963) va ser un genet portuguès que va competir entre les dècades 1930 i 1960 i que arribà a disputar tres edicions dels Jocs Olímpics.
El 1936, a Berlín, va disputar dues proves del programa d'hípica amb el cavall Fossette. Va guanyar la medalla de bronze en la prova de salts d'obstacles per equips i fou vint-i-unè en la de prova de salts individual. Als Jocs de Londres de 1948 disputà dues proves del programa d'hípica amb el cavall Fascinante'. Va guanyar la medalla de bronze en la prova de doma per equips i fou dotzè en la de doma individual. La seva tercera i darrera participació en uns Jocs fou el 1960, a Roma, on fou dissetè en la prova de doma individual.